# Leeds City F.C.
Leeds City Football Club – klub piłkarski z Leeds w Anglii, występujący obecnie w West Yorkshire League Premier Division – 11. ligowym poziomie piłkarskim w Anglii.

## Historia

### Klub oryginalny
Leeds City założono w 1904 roku. Po upadku zespołu rugby Holbeck, klub wynajął stadion Elland Road. Rok później przystąpił do The Football League. Pierwszym sekretarzem i jednocześnie menadżerem City był Gilbert Gilles. W 1908 zastąpił go Frank Scott-Walford zaś w 1912 menadżerem został Herbert Chapman, który doprowadził zespół do 4. miejsca w Division Two - najwyższego w historii klubu. 
W ciągu całego okresu swojego istnienia City występowało w 2. lidze. W sezonie 1919/20 zespół przystąpił do rozgrywek ligowych, jednak wykryte podczas I wojny światowej nieprawidłowości związane z opłacaniem piłkarzy spowodowały, iż cały skład został zawieszony, a klubu rozwiązany. Nastąpiło to po rozegraniu przez zespół ośmiu meczów nowego sezonu. W miejsce Leeds City do The Football League przyjęto Port Vale. Do dziś Leeds City pozostaje jedynym klubem, którego wydalono z Ligi w trakcie trwania sezonu. 
Po rozwiązaniu City, powołano w mieście nowy klub o nazwie Leeds United. W sezonie 1920/21 przystąpił do rozgrywek o mistrzostwo Division Two.

#### Piłkarze Leeds City sprzedani na aukcji w 1919 roku
17 października 1919 roku w hotelu Metropole w Leeds przeprowadzono aukcję piłkarzy Leeds City. 16 członków zespołu sprzedano do dziewięciu różnych klubów za łączną sumę 9250 funtów. Żaden z niżej wymienionych piłkarzy nie zagrał dla nowo powstałego w mieście klubu - Leeds United.
| Piłkarz              | Nowy klub           | Wylicytowano |
| -------------------- | ------------------- | ------------ |
| Billy McLeod         | Notts County        | £1,250       |
| Harry Millership     | Rotherham County    | £1,000       |
| John Hampson         | Aston Villa         | £1,000       |
| Willis Walker        | South Shields       | £800         |
| Tommy Lamph          | Manchester City     | £800         |
| John Edmondson       | Sheffield Wednesday | £800         |
| William Hopkins      | South Shields       | £600         |
| George Affleck       | Grimsby Town        | £500         |
| Ernest Goodwin       | Manchester City     | £500         |
| Billy Kirton         | Aston Villa         | £500         |
| William Ashurst      | Lincoln City        | £500         |
| Fred Linfoot         | Lincoln City        | £250         |
| Herbert Lounds       | Rotherham County    | £250         |
| Arthur Wainwright    | Grimsby Town        | £200         |
| William Short        | Hartlepools United  | £200         |
| Francis Chipperfield | Lincoln City        | £100         |

#### Stroje
Drużyna Leeds City używała różnych strojów w barwach żółto-niebieskich. Wyjątkiem jest koszula z sezonu 1910/11, która była koloru zielonego.
| 1905–1906 | 1906–1908 | 1908–1909 | 1909–1910 | 1910–1911 | 1911–1912 |

| 1912–1913 | 1913 | 1913–1915 | 1916–1917 | 1917–1918 |

#### Inni piłkarze oryginalnego klubu
- Evelyn Lintott
- Dick Ray
- Ivan Sharpe
- Fred Spiksley
- Tommy Hynds
- Billy Gillespie
- Billy Scott

### Leeds City obecnie
W 2005 powstał klub o nazwie Leeds City. Rok później zespół przystąpił do rozgrywek West Yorkshire League Division Two - 13. poziomu piłkarskiego. W ciągu dwóch sezonów awansował o dwie klasy wyżej. Do dziś występuje w West Yorkshire League Premier League. Istnieje także kobieca sekcja Leeds City Vixens LFC.
Założony w 2005 roku klub nie jest uważany za spadkobierców oryginalnego klubu.